# Keller (Washington)
Pour les articles homonymes, voir Keller.
Keller  est une census-designated place américaine de l'État de Washington dans le comté de Ferry. 
La population était de 234 habitants en 2010.